# Franz I. (Bretagne)

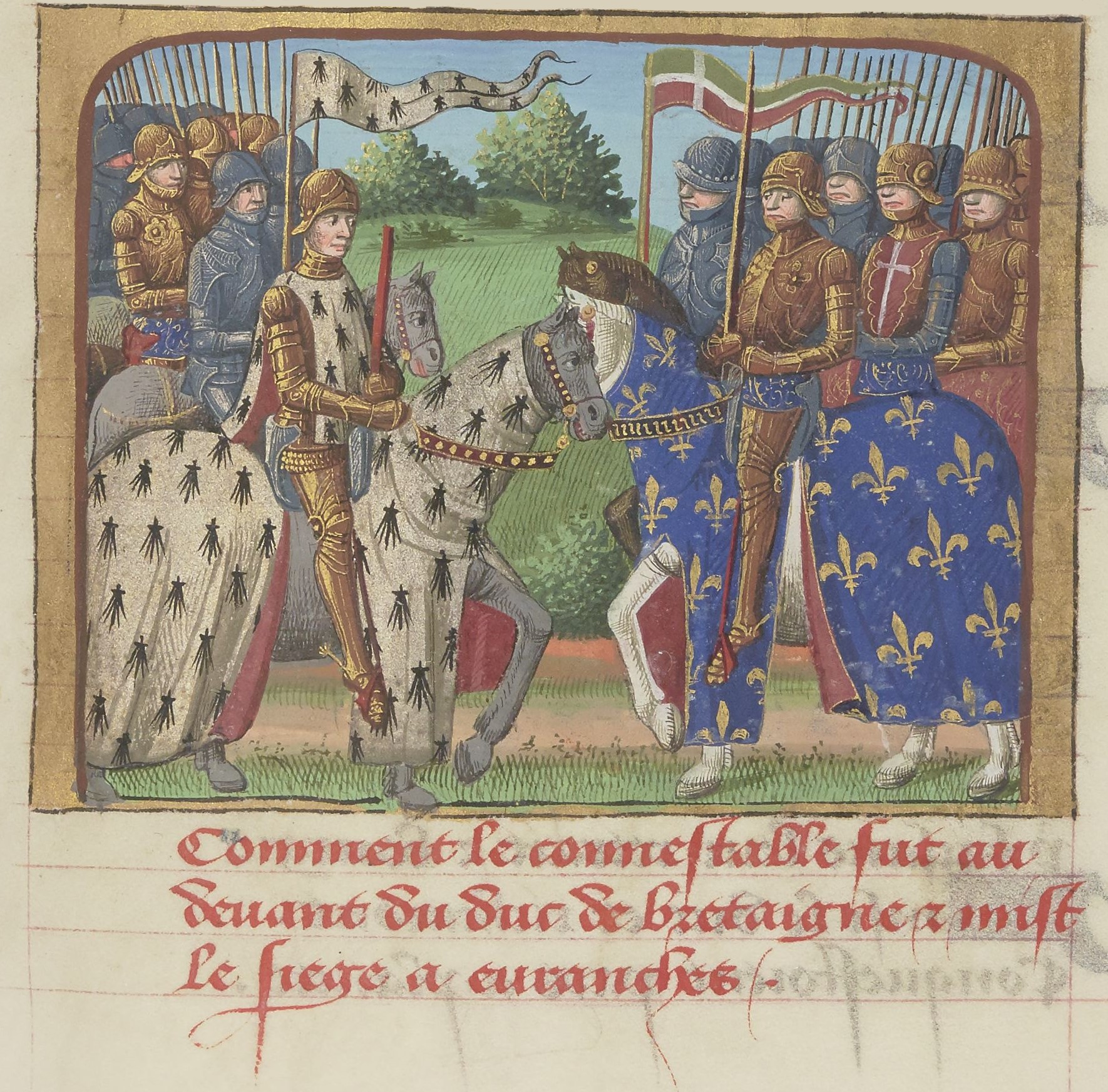
Herzog Franz I. von Bretagne und sein Onkel Arthur de Richemont.
(Buchmalerei aus dem Vigiles du roi Charles VII von Martial d'Auvergne, 15. Jahrhundert)

Franz I. (François, Ier du nom, dit le Bien-Aimé, * 11. Mai 1414 in Vannes; † 17. oder 18. Juli 1450 im Château de l’Hermine ebenda) aus dem Haus Frankreich-Dreux war von 1442 bis 1450 Herzog von Bretagne, zudem Comte de Montfort et de Richemont, Pair de France.
Die Zeitgenossen rühmen die Schönheit des Herzogs, seine Vorliebe für höfische Feste und Turniere sowie seine Ritterlichkeit und seinen kriegerischen Charakter; neue Historiker sehen in ihm dagegen die anachronistische Gestalt eines große Feudalherrn, der, ohne bedeutende persönliche Fähigkeiten, vorbehaltlos die französische Sache gegen die Engländer verfocht und dem insbesondere die Ermordung seines pro-englischen Bruders Gilles angelastet wurde.
Die Wirklichkeit ist komplexer. Franz‘ Regierung ist geprägt durch eine Periode des Friedens und relativen Wohlstands vor den Auseinandersetzungen mit Frankreich; getrübt allerdings bereits durch Kriegswirren (an der Peripherie) und eine Verstärkung des auf der Landbevölkerung lastenden Steuerdrucks. Er förderte das Rittertum (Stiftung des Ordre de l’Épi), aber auch Städtewesen und Handel, der jedoch bereits Krisensymptome zeigte. Bemühungen um eine Universitätsgründung für Nantes blieben erfolglos.

## Leben
Franz ist das vierte Kind und der älteste Sohn des Herzogs Johann VI. und der Johanna von Frankreich, einer Tochter des französischen Königs Karl VI. Er ist der Neffe des französischen Connétable de Richemont († 1458) sowie der Enkel der englischen Königinwitwe Jeanne de Navarre († 1437), die nach dem Tod des Herzogs Johann V. († 1399) den englischen König Heinrich IV. († 1413) geheiratet hatte. Er wurde anfangs Comte de Montfort genannt und erhielt 1420 die Châtellenie Guingamp.
Am 4. Februar 1430 beauftragte sein Vater eine Gesandtschaft, seine Heirat mit Bona von Savoyen, der Tochter des Herzogs Amadeus VIII. von Savoyen zu verhandeln, die aber wegen des Tods der jungen Frau im gleichen Jahr nicht zustande kam. Als Erbvorbezug gab ihm sein Vater am 10. Januar 1431 die Baronie Fougères mit Moncontour und Lamballe.
Am 28. August 1442 folgte Franz seinem Vater als Herzog von Bretagne und hielt am 7. Dezember 1442 seinen feierlichen Einzug in Rennes, wobei er von seinem Onkel, dem Connétable de Richemont, zum Ritter geschlagen wurde; am Tag darauf, dem 8. Dezember 1442 wurde er in der Kathedrale von Rennes von Guillaume Brillet, dem Bischof von Rennes, gekrönt. Wenige Tage später, am 17. Dezember 1442 unterzeichnete er einen Bündnisvertrag mit dem Herzog von Burgund.
Unter Aufgabe der Neutralitätspolitik seines Vaters half er in den Monaten danach seinem Onkel, dem König von Frankreich, bei der Rückeroberung der Normandie und des Guyenne von den Engländern. Am 14. März 1446 huldigte er in Chinon dem französischen König, wobei sich die Lehnspflicht (Hommage lige) nur auf Montfort und Neauphle-le-Château bezog; der König wiederum gewährte ihm Amnestie für die Verträge, die er mit den Engländern geschlossen hatte, und überließ ihm – weil Franz keine Residenz in Paris hatte – am 24. Mai 1446 das Hôtel de Nesle.
Diese Positionierung führte dazu, dass sich Franz mit seinem Bruder Gilles überwarf, der sich vom bretonischen Hof zurückzog und zum Gefolgsmann des englischen Königs erklärte, die Unterwerfung unter den König von Frankreich ablehnte und zur wichtigsten Person der antifranzösischen Opposition wurde: der Herzog ließ ihn daraufhin am 26. Juni 1446 verhaften und im August von den Generalständen verurteilen.
Einige Monate später versöhnte er sich mit Johann von Châtillon, dem Bruder und Erben des 1420 abgesetzten und 1433 verstorbenen Grafen von Penthièvre, und unterzeichnete am 27. Juni 1448 den Friedensvertrag von Nantes, mit dem Johann als Graf von Penthièvre anerkannt und auch dieser Konflikt beigelegt wurde.
Nachdem die Engländer dann 1449 Fougères überfallen hatten, stellte sich Franz ganz auf die Seite Frankreichs, unterstützte den König in seinen Kämpfen gegen die Engländer, schloss am 27. Juni 1449 einen Vertrag über ein Offensiv- und Defensivbündnis und nahm an den letzten Operationen des Hundertjährigen Krieges an der Spitze einer starken Armee teil. Er vertrieb die Engländer aus der Normandie, eroberte Avranches, Saint-Lô, Coutances und den Cotentin, eroberte Fougères zurück und befreite den Mont-Saint-Michel.
Gilles, der Bruder der Herzogs, wurde am 25. April 1450 in der Gefangenschaft erdrosselt, wobei nicht klar ist, ob Franz den Befehl dazu gegeben hatte oder ob der Mord von seinen örtlichen Offizieren begangen worden war – in jedem Fall machten ihn seine Zeitgenossen dafür verantwortlich, was Franz dazu brachte, öffentlich Reue zu äußern. Am 16. Juli 1450, knapp drei Monate nach dem gewaltsamen Ausscheiden Gilles‘ aus der Thronfolge und nach der Rückkehr des Herzogs vom Mont-Saint-Michel und seinem zweiten Feldzug in der Normandie, bestätigte Franz in einer Urkunde die im ersten Vertrag von Guérande (1365) enthaltenen Bestimmungen über die Erbfolge im Herzogtum und anerkannte, dass sein Bruder Peter ihm nachfolgen sollte, dann sein Onkel, der Connétable de Richemont, und nach ihnen, falls beide ohne männlichen Erben starben, sein Cousin ersten Grades, Graf Franz von Ètampes. Am nächsten oder übernächsten Tag, also am 17. oder 18. Juli 1450, starb er im Château de l'Hermine in Vannes. Er wurde vor dem Hauptaltar der Abteikirche Saint-Sauveur in Redon beigesetzt.

## Ehe und Nachkommen
Per Ehevertrag vom 13. und 20. August 1431 und persönlich am 28. August 1431 in Nantes heiratete er seine Kusine Yolande d'Anjou (* 13. August 1412 in Arles; † 17. Juli 1440), Tochter des Herzogs Ludwig II. und der Jolanthe von Aragón (Jüngeres Haus Anjou), mit der er einen Sohn hatte, Rouan, Royan oder Regnan, der vor seiner Mutter, also vor dem 17. Juli 1440 starb; Yolande wurde in der Franziskanerkirche von Vannes bestattet.
Per Ehevertrag vom 19. Juli 1441 und persönlich am 30. Oktober 1442 auf Burg Auray heiratete er Isabelle Stewart, Prinzessin von Schottland (* um 1427; † Ende 1498/Anfang 1499), Tochter von König Jakob I. und Joan Beaufort (Haus Stewart), mit der er zwei Töchter hatte:
- Marguerite (* um 1443[11]; † 25. September 1469 auf Schloss Nantes), testierte am 22. September 1469, bestattet in der Karmelitenkirche von Nantes; ⚭ 16. November 1455[12] in der Notre-Dame-Kapelle auf der Place des Lices in Vannes Franz von Bretagne (* 23. Juni 1435[13] † 9. September 1488), Graf von Étampes, 1458 Herzog von Bretagne
- Marie (* Ende 1447[14]; † zwischen 2. November 1506 und 17. November 1511), vermutlich im Franziskanerkonvent von Landerneau bestattet; ⚭ (Ehevertrag vom 10. Februar 1455) 8. März 1462[15] auf der Burg von La Chèze Jean II. de Rohan, Vicomte de Léon, dann Vicomte de Rohan et de Léon, Comte de Porhoët, Seigneur de La Garnache, Beauvoir-sur-Mer et de Blain (* 6. November 1452 auf Burg La Chèze; † 1516), Sohn von Alain IX. de Rohan, Vicomte de Rohan et de Léon, Comte de Porhoët, und Marie de Vaudémont (Haus Rohan).

Darüber hinaus hatte er von einer unbekannten Frau eine uneheliche Tochter, Jeanne, bâtarde de Bretagne die von 1457 bis 1474 bezeugt ist; sie heiratete 1458 Jean Morhier, Chevalier, Seigneur de Villiers-le-Morhier et du Grand-Lissermeau en Brie, Sohn von Simon Morhier, Seigneur de Houdan (das er am 20. Juni 1473 an Herzog Franz II. verkaufte) et de Villiers-le-Morhier, königlicher Vogt von Paris 1422–1432 (zur Zeit der englischen Herrschaft), und Blanche de Popincourt.